# Fritz d'Orey
Frederico J C Themudo "Fritz" d'Orey (São Paulo, Brasil, 25 de març de 1938 – Cascais, 31 d'agost de 2020) va ser un pilot de Fórmula 1.
Va participar en 3 Grans Premis, debutant el 5 de juliol del 1959 al Gran Premi de França.
No va aconseguir sumar cap punt pel campionat.

## Resultats a la F1
| Any   | Equip               | Xassís        | Motor               | 1   | 2   | 3   | 4      | 5       | 6   | 7   | 8   | 9       | Camp. | Punts |
| ----- | ------------------- | ------------- | ------------------- | --- | --- | --- | ------ | ------- | --- | --- | --- | ------- | ----- | ----- |
| 1959  | Scuderia Centro Sud | Maserati 250F | Maserati Straight-6 | MON | 500 | HOL | FRA NC | GBR Ret | ALE | POR | ITA |         | -     | 0     |
| 1959  | Camoradi USA        | Tec-Mec F415  | Maserati Straight-6 |     |     |     |        |         |     |     |     | USA Ret | -     | 0     |
| Font: |                     |               |                     |     |     |     |        |         |     |     |     |         |       |       |